# 1-甲基-4-苯基-4-哌啶丙酸酯
1-甲基-4-苯基-4-哌啶丙酸酯（MPPP）是一种在1940年代由罗氏的研发人员研制出来的阿片类止痛药。 MPPP后来在医学上并没有被使用，不过却被作为一种毒品而非法生产。它是一种哌替啶的类似物，但由于在医学上没有用途，美国缉毒局的受控物质法案将其列为了I类管制药物。实际上MPPP是哌替啶酯的羧酸部分与醇部分调转的同分异构体，被认为有相当于吗啡的70%的药效。
这种药物在1977年由一名23岁的马里兰州化学系学生巴里·金德斯顿（Barry Kidston）第一次作为毒品合成。金德斯顿当时参考了阿尔伯特·耶林的一篇论文。 通过将杜冷丁的酯结构反转，他成功制造出了MPPP这种在当时合法且不受控制的接近吗啡的药效的毒品。
然而，合成时一种三级醇的中间产物在超过30°C的酸性环境下极其容易脱水。金德斯顿当时并没有预料到这一点——因此他直接在常温下用丙酸酐酯化了这种中间产物，从而导致合成出来的MPPP含有大量杂质MPTP。 在金德斯顿给自己注射这种不纯的毒品的数天之后，他和几个一起试用这些MPPP的朋友开始出现严重的帕金森氏症的症状。
1-甲基-4-苯基吡啶（MPP+），一种MPTP的代谢产物，能够引起类似帕金森病的不可逆症状的急性发作。 当MPTP进入大脑之后，会被神經膠質細胞里的单胺氧化酶B代谢成MPP+这种神经毒素。MPP+随即选择性地杀死大脑中黑质致密部产生多巴胺的神经细胞，进而引发帕金森氏症。